# Gunnarsbyns församling
Gunnarsbyns församling är en församling i Lule kontrakt i Luleå stift. Församlingen ligger i Bodens kommun i Norrbottens län och ingår i Bodens pastorat. 

## Administrativ historik
Församlingen bildades 1962 genom en utbrytning av Råneå övre kyrkobokföringsdistrikt ur Råneå församling.
När Gunnarsbyns församling bildades hade den 1 959 invånare och omfattade en landareal av 1 470,93 km².
1 januari 1970 överfördes från Gunnarsbyns församling till Råneå församling ett obebott område omfattande en areal av 23,30 km², varav allt land, och i motsatt riktning ett område omfattande en areal av 0,22 km², varav 0,21 km² land.

### Pastorat
- 1962 till 1994: Eget pastorat.
- 1994 till 1998: Annexförsamling i pastoratet Överluleå och Gunnarsbyn.[6]
- 1998 till 2014: Annexförsamling i pastoratet Överluleå, Gunnarsbyn och Sävast.
- Från 2014: Bodens pastorat.

## Areal
Gunnarsbyns församling omfattade den 1 januari 1976 en areal av 1 561,5 km², varav 1 447,9 km² land.

## Befolkningsutveckling
| Befolkningsutvecklingen i Gunnarsbyns församling 1965–2015 | Befolkningsutvecklingen i Gunnarsbyns församling 1965–2015 | Befolkningsutvecklingen i Gunnarsbyns församling 1965–2015 | Befolkningsutvecklingen i Gunnarsbyns församling 1965–2015 | Befolkningsutvecklingen i Gunnarsbyns församling 1965–2015 |
| --- | ---------------------------------------------------------- | ---------------------------------------------------------- | ---------------------------------------------------------- | ---------------------------------------------------------- |
| |                                                            |                                                            |                                                            |                                                            |
| År |                                                            |                                                            | Folkmängd                                                  |                                                            |
| 1965 | 1965                                                       |                                                            | 1 668                                                      |                                                            |
| 1970 | 1970                                                       |                                                            | 1 231                                                      |                                                            |
| 1975 | 1975                                                       |                                                            | 1 039                                                      |                                                            |
| 1980 | 1980                                                       |                                                            | 1 001                                                      |                                                            |
| 1985 | 1985                                                       |                                                            | 1 019                                                      |                                                            |
| 1990 | 1990                                                       |                                                            | 1 000                                                      |                                                            |
| 1995 | 1995                                                       |                                                            | 903                                                        |                                                            |
| 2000 | 2000                                                       |                                                            | 817                                                        |                                                            |
| 2005 | 2005                                                       |                                                            | 739                                                        |                                                            |
| 2010 | 2010                                                       |                                                            | 678                                                        |                                                            |
| 2015 | 2015                                                       |                                                            | 618                                                        |                                                            |
| Anm: 1965 och 1970 avser befolkning enligt folkräkning den 1 november enligt den administrativa indelningen den 1 januari följande år. För åren 1975-2015: befolkning enligt 31 december enligt den administrativa indelningen den 1 januari följande år. Sedan 1 januari 2016 sker inte folkbokföring per församling och därmed kan det hända att vissa personer inte ingår i församlingens folkmängd då de är skrivna på den fiktiva fastigheten På kommunen skriven som inte delas upp på församlingsnivå då de inte kunnat folkbokföras på en särskild befintlig fastighet. Den totala befolkningen i Svenska kyrkans församlingar är därför något lägre än den totala befolkningen i riket. |                                                            |                                                            |                                                            |                                                            |

## Kyrkor
- Gunnarsbyns kyrka